# Bernhard Maaz
Bernhard Maaz (né en 1961 à Iéna) est un historien de l'art allemand.

## Biographie
Bernhard Maaz étudie l'art de 1981 à 1986 avec l'archéologie comme matière secondaire à l'Université de Leipzig. En 1991, il obtient son doctorat avec une thèse sur le sculpteur Friedrich Tieck.
En 1986, il devient chercheur associé aux Musées d'État de Berlin, puis conservateur et à partir de 2003 directeur de l'Ancienne Galerie nationale. De 1998 à 2001, il est responsable de la rénovation générale. Après le réaménagement, il gère la nouvelle présentation des œuvres.
Du 1er janvier 2010 à mars 2015, il dirige la Galerie de tableaux de maîtres anciens et de la Cabinet des estampes des collections d'art nationales de Dresde. La fusion des fonctions liée à cette nomination fait l'objet de critiques. Maaz devient en même temps directeur général adjoint des collections d'art de l'État.
Depuis le 1er avril 2015, Maaz est le directeur général des collections de peinture de l'État de Bavière (de) et donc le directeur des trois pinacothèques de Munich, de la collection Schack, de la collection Brandhorst et des 12 galeries d'État.
Maaz organise des expositions d'art à Bruxelles, Dublin, Berlin, Munich, Brême et Dresde, entre autres. Il est l'auteur de nombreuses publications sur la peinture, la sculpture et les bâtiments muséaux.

## Publications
Maaz rédige un ouvrage exhaustif sur le trésor iconographique des pinacothèques de Munich. En 150 chapitres, il décrit 1000 œuvres des collections de peinture de l'État de Bavière. Le premier volume "Du Moyen Âge aux Lumières" est consacré aux premières œuvres des pinacothèques, avec un focus sur Albrecht Dürer. Le tome 2 comprend des œuvres « Du romantisme à la modernité ». Maaz place les peintures qu'il y décrit, comme Le Péché (de) de Franz von Stuck de 1803 ou la "Grande nature morte aux jumelles" de Max Beckmann, dans le contexte des tendances et des phénomènes de l'histoire contemporaine et de l'art.